# Austremerella
Austremerella is een geslacht van haften (Ephemeroptera) uit de familie Austremerellidae.

## Soorten
Het geslacht Austremerella omvat de volgende soorten:
- Austremerella picta